# Josias Braun-Blanquet
Josias Braun-Blanquet (Chur, 3. kolovoza 1884. – Montpellier, 20. rujna 1980.) bio je utjecajan švicarski fitosociolog i botaničar. 

## Fitocenologija
U svojoj disertaciji, pod nadzorom Charlesa Flahaulta, radio je na istraživanju fitocenologije južnog Cevennesa. Zatim je uspostavio suvremeni način klasificiranja vegetacije prema florističkom sastavu. To ga čini jednim od najutjecajnijih botaničara.

## Razvrstavanje biljnih zajednica
Braun-Blanquetov način razvrstavanja biljnih zajednica koristi znanstveno ime najkarakterističnijih vrsta kao imenjak, mijenjajući kraj generičkog imena u "-etum". Primjer za to je: Carpino betuli-Quercetum roboris (Anić 1959) Rauš 1969 – šuma hrasta lužnjaka i običnoga graba.
Kako bi se razlikovale slične biljne zajednice kojima dominiraju iste vrste, druge važne vrste uključene su ime kojim se inače formiraju prema istim pravilima. Primjer: Carpino betuli-Quercetum roboris quercestosum cerris Rauš 1969 – šuma hrasta lužnjaka i običnoga graba, subasocijacija s hrastom cerom.
Braun-Blanquetov način razvrstavanja biljnih zajednica koristi se i u Hrvatskoj. Hrvatski botaničar Ivo Horvat, u svome fitocenološkom radu proveo je, prema načelima Braun-Blanqetove škole, kompleksna istraživanja planinske vegetacije te šuma i livada viših pojaseva Hrvatske i okolnih zemalja.